# Mycalesis excelsior
Mycalesis excelsior är en fjärilsart som beskrevs av Hans Fruhstorfer 1906. Mycalesis excelsior ingår i släktet Mycalesis och familjen praktfjärilar. Inga underarter finns listade i Catalogue of Life.